# Rouble russe

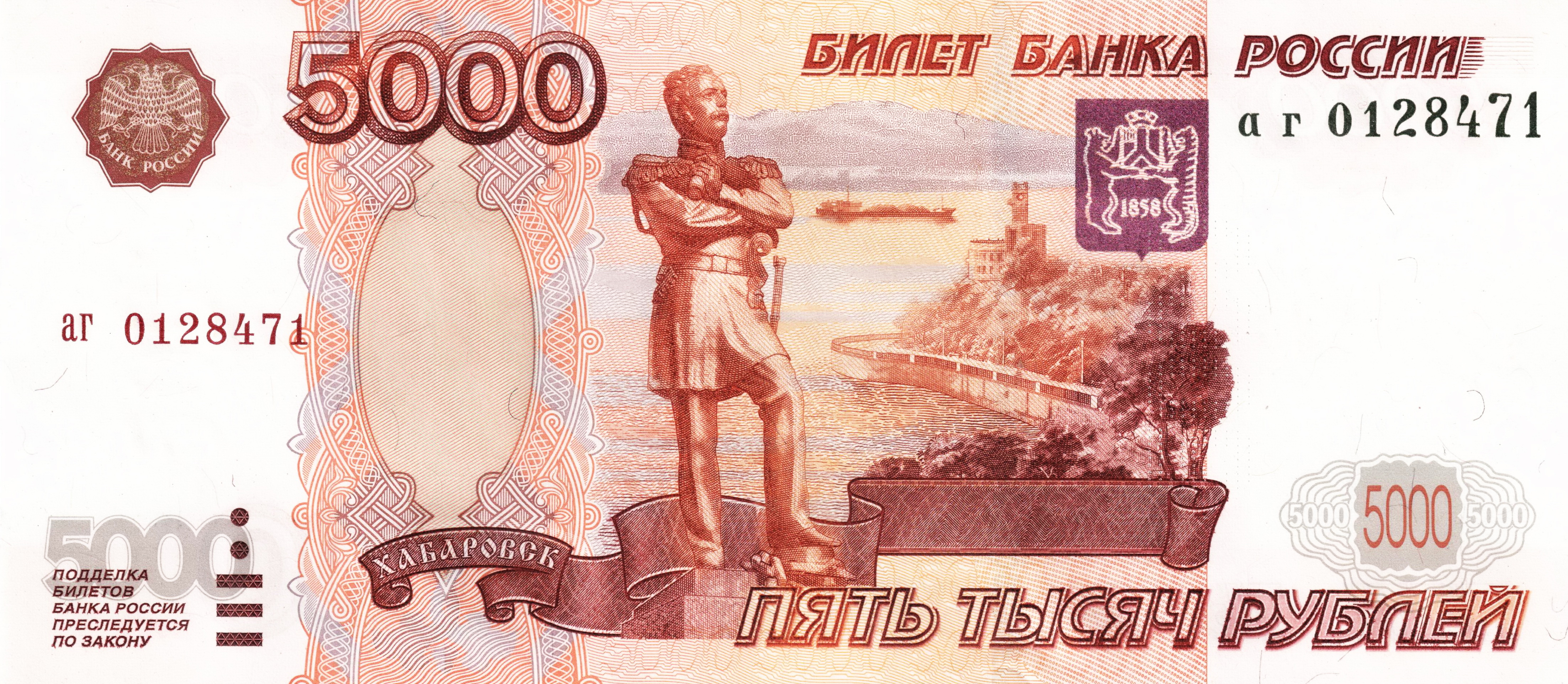
Billet de 5000 roubles (la plus grande valeur nominale).

Pour les articles homonymes, voir rouble.
Le rouble russe (en russe : российский рубль) est l'unité monétaire de la fédération de Russie depuis le 1er janvier 1993. Son symbole ₽ est devenu officiel le 11 décembre 2013. Il est divisé en 100 kopecks.
Hormis la Russie, le rouble russe a actuellement cours légal en Abkhazie et Ossétie du Sud-Alanie (deux républiques séparatistes de la Géorgie), et en Transnistrie (république séparatiste de la Moldavie).

## Historique du rouble
Apparu au XIIIe siècle dans la République de Novgorod comme partie de la grivna, le rouble est l'unité monétaire officielle de l'Empire russe à partir de 1721, puis de l'URSS (rouble soviétique), et enfin depuis 1991, celui de l'actuelle Russie.
Originellement, il s'agissait, non pas de pièces de monnaie, mais de petits morceaux d'argent métal, des lingots ((ru) « grivna ») de 200 g environ, divisés en unités plus petites afin de faciliter les échanges. Le mot « rouble » vient du verbe russe « roubit » (рубить), qui signifie « fendre » (par exemple le bois) ou « hacher » (la viande, les légumes), car c'est sans doute par un outil coupant, une cisaille, que les blocs d'argent étaient segmentés et morcelés.
À la fin de la Première Guerre mondiale, le rouble impérial russe avait déjà été dévalué trois fois en trois ans.
Après la révolution d'Octobre, en 1917, le pouvoir en Russie passe aux mains des bolcheviks. L'idéologie communiste prône la suppression de l'« argent » au terme de la construction de la société sans classes sociales.
En 1919, la RSFS de Russie introduit les « unités (du trésor) soviétiques » (Совзнаки, du Советские казначейские знаки, les sovznaks) qui remplacent le rouble impérial russe et remplissent le rôle de l'argent jusqu'à l'arrêt de leur émission le 4 mars 1924. Les sovznaks ont été graduellement remplacés par le rouble soviétique.

## Le rouble russe contemporain

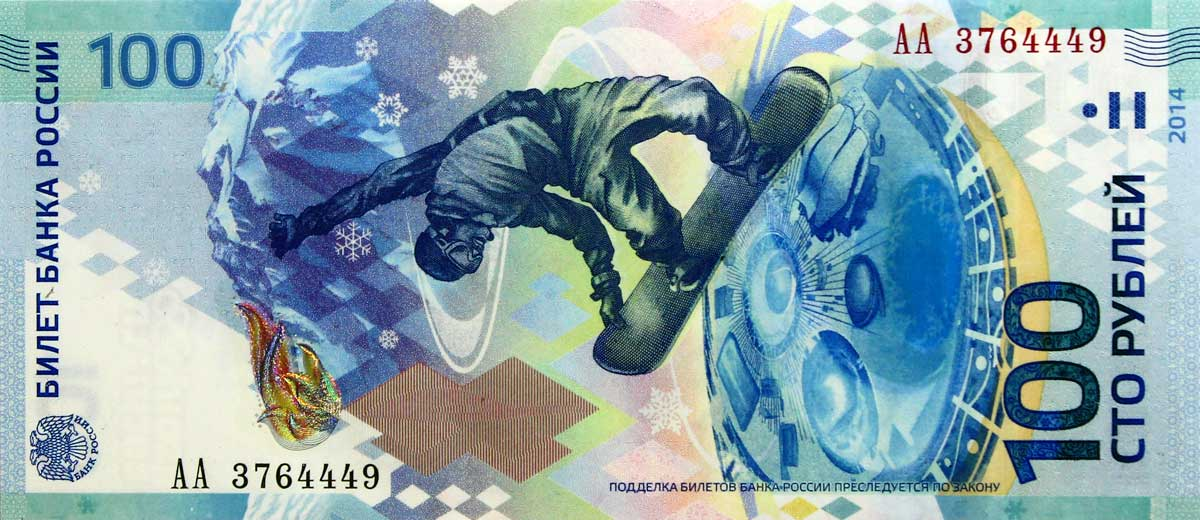
Billet de 100 roubles commémorant les Jeux olympiques de Sotchi en 2014.

Le rouble russe a graduellement remplacé le rouble soviétique dans la fédération de Russie après la disparition de l'URSS en décembre 1991. Le rouble soviétique avait un cours parallèle avec le rouble russe jusqu'en septembre 1993. Certains pays de l'ex-URSS utilisaient également un certain temps le rouble russe (la plupart jusqu'en 1993, le Tadjikistan jusqu'en mai 1995), jusqu'à l'introduction de leur propre monnaie nationale.
Le premier rouble de la Russie post-soviétique (code ISO 4217 RUR) a circulé de 1991 à 1998. Il a connu un parcours chaotique depuis 1992, avec notamment une très forte dépréciation au moment de la crise financière russe de 1998. À la suite de la période d'inflation du début des années 1990, il a été remplacé par un nouveau rouble (code ISO 4217 RUB) au taux de 1 000 pour 1.
Ensuite, pendant plus de 10 ans, le taux de change du rouble fut relativement stable par rapport au dollar et à l'euro (voir Économie de la Russie) avant d'entamer une forte dépréciation au début de 2009 (passant de 26 à 32 RUB/USD), une conséquence de la baisse des prix d'hydrocarbures dont la Russie est l'un des principaux exportateurs et de la crise économique.
Le 1er juillet 2006, à la suite de la suppression en Russie des dernières limitations au change et aux mouvements des capitaux, le rouble est devenu une devise pleinement convertible.
À partir du mois de juillet 2014, débute la crise du rouble russe en raison de la baisse du prix de pétrole, de la spéculation contre la devise russe et des sanctions économiques infligées par l'Union européenne à la Russie dans le cadre du conflit russo-ukrainien.
À la suite de l'Invasion de l'Ukraine par la Russie en 2022 et des mesures économiques en répression de cette guerre, le rouble subit une forte crise, la monnaie russe perdant ainsi près de la moitié de sa valeur dès les dix premiers jours du conflit. Mais quelques mois après, en juin 2022, le rouble devient la monnaie la plus performante du monde selon Ouest France, atteignant le jour du 29 juin son plus haut niveau depuis plus de sept ans,.
Ce renfort du rouble ne dure pas car en décembre 2022, à la suite de l'entrée en vigueur des sanctions prises en juin 2022, la monnaie se déprécie considérablement et atteint 100 roubles pour 1 euro.

## Symbole

Symbole du rouble russe depuis le 11 décembre 2013.

Jusqu'en 2013 désigné par les lettres Pуб ou encore plus simplement P, le rouble russe a été gratifié d'un nouveau symbole le 11 décembre 2013, à la suite d'un vote tenu à partir du 5 novembre sur le site de la Banque centrale de Russie. Les participants pouvaient choisir entre cinq symboles ou proposer le leur. Le symbole retenu, qui a obtenu 61 % des voix, est un symbole qui était utilisé de manière officieuse depuis sa présentation par un groupe de designers en 2007 : ₽, soit la lettre Р de l'alphabet cyrillique (prononcée R) munie d'une barre horizontale[réf. souhaitée].
Au moment de son lancement, il n'était pas possible de reproduire ce symbole sur un traitement de texte, nécessitant ainsi une mise à jour de ces logiciels. À présent ce symbole correspond au point-code Unicode U+20BD RUBLE SIGN dans le groupe des symboles monétaires U+20A0 – U+20CF.

## Caractéristiques
Le rouble russe fait partie de ce que l'on appelle les monnaies matières premières (en anglais : commodities currencies), c'est-à-dire des monnaies de pays dont les exportations de matières premières représentent une très grosse partie de l'économie. Le dollar australien, le dollar canadien ou la couronne norvégienne sont également des monnaies matières premières. Le rouble russe est notamment lié aux importantes quantités de gaz naturel que le pays exporte vers l'Europe et la Chine.

## Pièces de monnaie
Pièces émises à partir de 1997 :
- 1, 2, 5 et 10 roubles ;
- 1, 5, 10 et 50 kopecks.

## Billets de banque
| Image | Image  | Valeur faciale | Dimensions  | Description                                                                                       | Description                             | Description                                             | Dates               | Dates            | Dates                                                                      | Dates                                                                      |
| Avers | Revers | Valeur faciale | Dimensions  | Avers                                                                                             | Revers                                  | Filigrane                                               | Impression          | Lancement        | Retrait                                                                    |                                                                            |
| ----- | ------ | -------------- | ----------- | ------------------------------------------------------------------------------------------------- | --------------------------------------- | ------------------------------------------------------- | ------------------- | ---------------- | -------------------------------------------------------------------------- | -------------------------------------------------------------------------- |
|       |        | 5              | 137 × 61 mm | Le Millénaire de la Russie et en fond, la cathédrale Sainte-Sophie de Novgorod                    | Mur du kremlin de Novgorod              | "5", Cathédrale Sainte-Sophie de Novgorod               | 1997                | 1er janvier 1998 | Billet valable mais plus imprimé depuis 2001. Très rare en circulation.    | Billet valable mais plus imprimé depuis 2001. Très rare en circulation.    |
|       |        | 10             | 150 × 65 mm | Pont Kommunalny enjambant l'Ienisseï à Krasnoïarsk et chapelle Parascève d'Iconium                | Barrage de Krasnoïarsk                  | "10", Chapelle Parascève d'Iconium                      | 1997 2001 2004      | 1er janvier 1998 | Billet valable mais plus imprimé depuis janvier 2010. Rare en circulation. | Billet valable mais plus imprimé depuis janvier 2010. Rare en circulation. |
|       |        | 50             | 150 × 65 mm | Pied d'une colonne rostrale avec en arrière-plan la forteresse Pierre-et-Paul à Saint-Pétersbourg | Palais de la Bourse et colonne rostrale | "50", Cathédrale Pierre-et-Paul                         | 1997 2001 2004      | 1er janvier 1998 | En circulation                                                             | En circulation                                                             |
|       |        | 100.           | 150 × 65 mm | Quadrige sur le portique du théâtre Bolchoï à Moscou                                              | Le théâtre Bolchoï                      | "100", théâtre Bolchoï                                  | 1997 2001 2004      | 1er janvier 1998 | En circulation                                                             | En circulation                                                             |
|       |        | 200            | 150 × 65 mm | Monument aux navires coulés (par le sculpteur Amandus Adamson) et ponton comtal à Sébastopol      | Panorama de Chersonèse                  | "200", Monument aux navires coulés et électrotype "200" | 2017                | 12 octobre 2017  | En circulation                                                             | En circulation                                                             |
|       |        | 500            | 150 × 65 mm | Monument à Pierre le Grand, voilier et port à Arkhangelsk                                         | Monastère Solovetski                    | "500", Monument à Pierre le Grand                       | 1997 2001 2004 2010 | 1er janvier 1998 | En circulation                                                             | En circulation                                                             |
|       |        | 1000           | 157 × 69 mm | Monument à Iaroslav le Sage et chapelle Notre-Dame de Kazan à Iaroslavl                           | Église Saint-Jean-Baptiste de Iaroslavl | "1000", Monument à Iaroslav le Sage                     | 1997 2004 2010      | 1er janvier 2001 | En circulation                                                             | En circulation                                                             |
|       |        | 2000           | 157 × 69 mm | Pont de l'île Rousski à Vladivostok                                                               | Cosmodrome Vostotchny                   | "2000", Pont de l'île Rousski et électrotype "2000"     | 2017                | 12 octobre 2017  | En circulation                                                             | En circulation                                                             |
|       |        | 5000           | 157 × 69 mm | Monument à Nikolaï Mouraviov-Amourski à Khabarovsk                                                | Pont de Khabarovsk sur l'Amour          | "5000", tête du monument à Mouraviov-Amourski           | 1997 2010           | 31 juillet 2006  | En circulation                                                             | En circulation                                                             |

1. ↑  Dans le cadre d'une révolution culturelle, le monument du soldat inconnu a remplacé le dieu grec des arts Apollon au fronton du théâtre Bolchoï sur le nouveau billet de 100 roubles, depuis juin 2022